# 和田心臓移植事件
和田心臓移植事件（わだしんぞういしょくじけん）とは、1968年（昭和43年）8月8日に札幌医科大学で行われた、日本初の心臓移植手術をめぐる事件である。

## 手術の実施と発表
和田寿郎を主宰とする札幌医科大学胸部外科チームは、1968年（昭和43年）8月8日に、日本初、世界で30例目となる心臓移植手術を実施した。ドナーは21歳の溺水事故を起こした男子大学生。レシピエントは心臓弁膜症の18歳の男子高校生で、和田によれば、多弁障害を抱え人工弁置換術では根治できないとされる患者であった。
手術は約3時間半をかけて明け方終了した。レシピエントは意識障害がなかなか回復しなかったが、やがて意識回復。8月29日には屋上で10分間の散歩をし、その回復振りをマスコミに披露した。その後、一般病棟に移ったが、9月に入ると徐々に食欲不振に陥る。検査の結果、輸血後の血清肝炎と診断された。
術後においても発症が現れていたという、意識混濁の症状も進みはじめたレシピエントは、10月に入って一旦、小康状態を発表されるが、手術後83日目の10月29日に食後に痰を詰まらせ長時間にわたる蘇生術の甲斐もなく急性呼吸不全で死亡したと医師団により発表された。後に、この事件に関して小説や取材ノートを発表することになる作家、吉村昭によれば、手術直後は誰も疑っている人はいなかったという。レシピエントの死亡翌日、和田による日本胸部外科学会総会の発表が行われたが、会場は重苦しい雰囲気につつまれた。翌月、札幌医大ではこの移植の検討会を行うべきだという声が上がったものの、反対意見が続出し、春まで先送りとなった。

## 心臓移植後の経過
レシピエントの死後、それまでくすぶっていた疑惑が一気に噴出した。それは胸部外科が発表したすべての事実を否定するほど多岐にわたるものであった。同大第二内科からは人工弁置換術のために転科してきたが、胸部外科は第二内科に連絡すること無く心臓移植手術の準備を進めていた。さらに、多弁障害ではなく、僧帽弁だけの障害で、二次的に三尖弁の障害はあるが、これらは第二内科が依頼した弁置換術で治癒の可能性があったため、このレシピエントがそもそも心臓移植適応ではなかった可能性も発覚した。第二内科の教授は、少年がリウマチ熱で弁疾患を患っていたことは認めたが、移植の必要性については否定した。転科前の第二内科による診断内容と、胸部外科による診断内容は、ほぼ同時期に診断がおこなわれたにもかかわらず相当の隔たりがあったことも疑惑に拍車をかけた。
ドナーが小樽市内の病院から札幌医科大学へ搬送された直後、胸部外科チームの医師達は蘇生の応援に駆けつけた麻酔科医に筋弛緩剤の注射を命じ、断られると麻酔科医を蘇生の現場から追い出して、手術室にドナーを搬送した。そこで、別の麻酔科医は、ステロイドホルモン製剤の「ソル・コーテフ」（一般名コハク酸ヒドロコルチゾンナトリウム）を、通常は1〜2筒のところ10筒も大量投与したことも目撃している。溺水の治療上は必要の無い、人工心肺も装着された。また、ドナーには2000mlの輸血も行われた。この輸血や人工心肺はドナーの溺水治療のためというよりも、移植に用いられるであろう心臓の状態を温存する目的であろうことは、後に捜査報告書や他の心臓移植専門家より指摘された。
不可逆的な脳死を脳波平坦という事実で証明する必要があるため、移植のためのドナーには必須であると当時でも認識されていた脳波をそもそも取っていなかったり、ドナーの検視時に心臓提供者だという事実を警察に伝えていなかったりしたために、詳細な検査を監察医から受けることなく火葬に付され、死の真相解明は困難となった。検死数時間後に和田みずから、警察に連絡を取り、心臓を移植に用いた事実を説明したが、警察の担当者には理解困難な内容だった。なお、この検死の際に、胸の傷は心臓マッサージのためのものと説明されていた。
後の調査では、和田がドナーとレシピエント双方の主治医を務めていたこと、また心臓外科医である彼が、専門外の脳死判定を行ったことが問題視され、ドナーが本当に脳死だったのか疑う声も出た。一方、レシピエントの死後、彼の元の心臓が病理解剖学者の手元に提出されるのに心臓摘出後、胸部外科の非協力のために4ヶ月半を要した。検索前にもかかわらず、何者かが心臓中央部から切断しており、さらには4つの弁もばらばらに摘出されていた。心臓移植適応かどうかで問題になっていた大動脈弁が心臓の切り口に合わず他人のものの可能性があるなど不可思議な事実が次々と明らかになった。和田ら心臓外科関係者は心臓のくりぬきを行ったのは胸部外科の研究生、門脇医師であるとした。門脇医師は、問題となった心臓が病理医の手元に渡る前に病死したため、本人への摘出心臓に関する事情聴取は不可能であった。なお、バラバラになった心臓は後日血液型が調べられ、大動脈弁はA型と判明、心臓本体はAB型であったことが判明しているが、鑑定書には「別人のものと断定する十分な根拠は得られなかった」と記載されるに留まった。
1968年12月、和田心臓移植は大阪の漢方医らによってついに刑事告発される。1970年夏に捜査が終了し、告発された殺人罪、業務上過失致死罪、死体損壊罪のすべてで嫌疑不十分で不起訴となった。札幌地検はこの捜査のために、3人の日本を代表する医学者達に、各一人ずつ1つの項目について鑑定書作成を依頼したが、それらは終始曖昧で決断を下しかねているような論調で、すべての鑑定人に対する再聴取が必要なほどであった。
1973年3月23日、当時の心臓移植手術の妥当性に関して日本弁護士連合会の警告を受けている。
当時、札幌医科大学整形外科講師の地位にあった作家の渡辺淳一は、この心臓移植を題材に地の利をいかして関係者からくわしく話を聞き、『小説心臓移植』（のちに「白い宴」と改題）を発表した。綿密な調査で知られる吉村昭も心臓移植を追った小説『神々の沈黙』の中でこの手術に関して触れており、後に、その取材ノートともいえる『消えた鼓動』を発表した。
和田心臓移植から再び日本で心臓移植が開始されるのは31年後の1999年2月28日におこなわれた大阪大学チームによる心臓移植であった。和田の、免疫学を無視したと取られてもやむをえない、強引な心臓移植手術の強行が日本の心臓移植、ひいては臓器移植の遅滞を招いたとの批判もある。臓器移植という医療は、社会風土、倫理、人生観、宗教、博愛精神、などさまざまな要素から成り立っており、この心臓移植一件で、臓器移植の遅滞を招いたと結論付けるのは議論の余地があるものの、少なからず影響を与えた。和田移植は、その後の調査不備も含め、脳死下移植が長年にわたりタブー視される原因を作り、日本の移植医療の停滞を招いたと指摘されている。